# MasterChef (Canadá)
MasterChef Canadá es un programa de televisión gastronómico canadiense que busca al mejor cocinero amateur del país. 
El formato está basado en un espacio de televisión británico de cocina con el mismo título y emitido por BBC desde 1990. 
La producción del programa corre a cargo de CTV en colaboración con Shine International. Es narrado por Charlie Ryan, además cuenta con los chefs Claudio Aprile, Michael Bonacini y Alvin Leung.
La primera temporada se estrenó el 20 de enero de 2014 y finalizó el 28 de abril de 2014, siendo el ganador Eric Chong.

## Formato
El programa lleva un formato que consta de pruebas fijas en las que ocurren varios sucesos para tener como resultado una eliminación cada programa.
- Preliminares: De todos los cocineros aficionados que audicionaron en todo el país, cientos son elegidos para cocinar su plato base a los tres jueces. Cada juez prueba el platillo y da su opinión antes de votar "sí" o un "no". Al recibir dos votos "sí" ganan automáticamente un delantal blanco MasterChef.
- Mystery box: Los concursantes recibirán un número de ingredientes con los que deben a hacer un platillo a su gusto. Los concursantes utilizan cualquier cantidad de los ingredientes que desee, y tienen la libertad de omitir los ingredientes que deseen. Una vez que los platos son terminados, los jueces eligen los tres platillos de mejor calidad y uno de ellos debe elegir los ingredientes en la prueba de eliminación.
- Team Challenge: Esta prueba se realiza fuera de las cocinas de MasterChef los concursantes se dividen en dos equipos, amarillo y rojo, que consisten en números iguales y se les da una tarea. Los capitanes deberán elegir la receta que van a cocinar y a los concursantes que lo ayuden. Después de completar con todos los platillos, la gente elige que comida fue mejor y el equipo perdedor se tendrá que enfrentar a la siguiente prueba.
- Pressure test: El equipo ganador observará a sus compañeros que han perdido. El equipo perdedor deberá cocinar la receta indicada por el jurado. El jurado «deliberará» y el dueño/a del «peor» plato abandonará el programa definitivamente.

## Premios
El ganador se lleva un premio de $100.000 y el trofeo de "MasterChef".

## Jurado
- Michael Bonacini: El chef galés es el cofundador de una de las compañías de restaurantes de Canadá, opera doce restaurantes únicos e innovadores en Ontario. Nacido y criado en Tenby, Gales del Sur, su padre italiano y su madre norgalés, Ambos tenían un gran impacto en la educación culinaria de sus hijos, su hermana también es chef. Bonacini pasó su juventud ayudando con el negocio familiar, donde aprendió los entresijos de la industria de la hospitalidad. Bonacini emigró a Canadá en 1985. Diecinueve años después, sus operaciones han crecido hasta incluir a la carta comedor, servicio rápido, cáterin, cenas de grupo y eventos especiales, así como una panadería artesanal y tienda de chocolate. Bonacini fue uno de los primeros cocineros en mostrar la cocina canadiense regional con su innovador restaurante Canoa. En 1996, fue galardonado con el Premio de Oro por primera vez en la Hospedería Instituto de Ontario, en reconocimiento a su importante contribución a la excelencia culinaria en Ontario. Él ha sido un chef invitado recurrentemente en programas de entrevistas durante el día. En 2010, Bonacini publicó su primer libro de cocina titulado; The Kitchen Men.

- Claudio Aprile: De ascendencia italiana, Aprile nació en Uruguay, se crio en Toronto. Ha desarrollado su vida profesional en las cocinas de trabajo a través de las filas, convirtiéndose en el restaurador de éxito que es hoy. A lo largo de su carrera de más de 30 años, Aprile ha pasado por algunas de las cocinas más reconocidas en todo el mundo. Bali Azúcar en Londres le valió excelentes críticas como un joven chef ejecutivo donde recibió elogios de la crítica local e internacional. A su regreso a Toronto en 2000, inauguró el Colborne Lane, el cual fue alabado como uno de los mejores restaurantes en el mundo, y Aprile fue nombrado uno de los chefs más innovadores de trabajo en Canadá. Aprile Actualmente vive en Richmond Hill, con su esposa y colaboradora, Heather, y sus dos hijos.

- Alvin Leung: El autoproclamado Demon Chef comenzó a cocinar profesionalmente en 2003 en un restaurante privado, que se convirtió en Bo Innovation. Contrariamente a su imagen «rock and roll», Leung es un ingeniero con formación profesional que tiene un enfoque metódico para cada plato que presenta. Bo Innovation se convirtió en el único restaurante independiente de Hong Kong, país de sus ascendentes, (no afiliada a un hotel de cinco estrellas) para ser galardonado con tres estrellas Michelin. El restaurante ha cautivado a los comensales y críticos mediante la modernización de siglos de antigüedad ingredientes y recetas tradicionales con las técnicas y sabores modernos. Además de Bo Innovation, Leung es dueño de un segundo restaurante con una estrella Michelin en Hong Kong llamado MIC, ofreciendo un toque único en comida moderna. En septiembre de 2014, Leung abrió su primera cafetería en Shanghái, llamado Remedio 365. Los espectadores norteamericanos pueden estar familiarizados con Leung de sus apariciones especiales en series como «Anthony Bourdain No Reservations», «Los Hairy Bikers» y «Top Chef Masters».

## Temporadas
| Temporada   | Emisión                                    | Participantes | Episodios | Canal de TV | 2.º lugar          | Ganador(a)    |
| ----------- | ------------------------------------------ | ------------- | --------- | ----------- | ------------------ | ------------- |
| Temporada 1 | 20 de enero de 2014 28 de abril de 2014    | 16            | 15        | CTV         | Marida Mohammed    | Eric Chong    |
| Temporada 2 | 1 de febrero de 2015 24 de febrero de 2015 | 16            | 15        | CTV         | Line Pelletier     | David Jorge   |
| Temporada 3 | 14 de febrero de 2016 19 de junio de 2016  | 14            | 15        | CTV         | Jeremy Senaris     | Mary Berg     |
| Temporada 4 | 2 de marzo de 2017 1 de junio de 2017      | 12            | 12        | CTV         | Thea VanHerwaarden | Trevor Connie |
| Temporada 5 | 3 de abril de 2018 19 de junio de 2018     | 12            | 12        | CTV         | Andy Hay           | Beccy Stables |

### Primera temporada
La primera temporada de MasterChef Canadá fue transmitida por CTV y estrenada el 20 de enero de 2014 y finalizó el 28 de abril de 2014, contó con 16 participantes y 15 episodios, siendo el ganador Eric Chong, el segundo lugar Marida Mohammed y el tercer lugar Kaila Klassen.

### Segunda temporada
La segunda temporada de MasterChef Canadá fue transmitida por CTV y estrenada el 1 de febrero de 2015 y finalizó el 24 de febrero de 2015, contó con 16 participantes y 15 episodios, siendo el ganador David Jorge, el segundo lugar Line Pelletier y el tercer lugar Sabrina Poirier.

### Tercera temporada
La tercera temporada de MasterChef Canadá fue transmitida por CTV y estrenada el 14 de febrero de 2016 y finalizó el 19 de junio de 2016, contó con 14 participantes y 15 episodios, siendo la ganadora Mary Berg, el segundo lugar Jeremy Senaris y el tercer lugar Matthew Astorga.

### Cuarta temporada
La cuarta temporada de MasterChef Canadá fue transmitida por CTV y estrenada el 2 de marzo de 2017 y finalizó el 1 de junio de 2017, contó con 12 participantes y 12 episodios, siendo el ganador Trevor Connue, el segundo lugar Thea VanHerwaarden y el tercer lugar Barrie McConachie.

### Quinta temporada
La quinta temporada de MasterChef Canadá fue transmitida por CTV y estrenada el 3 de abril de 2018 y finalizó el 19 de junio de 2018, contó con 12 participantes y 12 episodios, siendo la ganadora Beccy Stables, el segundo lugar Andy Hays y el tercer lugar Michael Griffiths.